# Osiedle Henryka Sienkiewicza (Iława)
Osiedle Sienkiewicza – osiedle Iławy, położone w zachodniej części miasta, dawnej dzielnicy willowej (do 1945 r.). Rozciąga się między: południowymi krańcami jeziora Jeziorak a zachodnim brzegiem jeziora Jeziorak Mały.

Położenie na mapie Iławy.

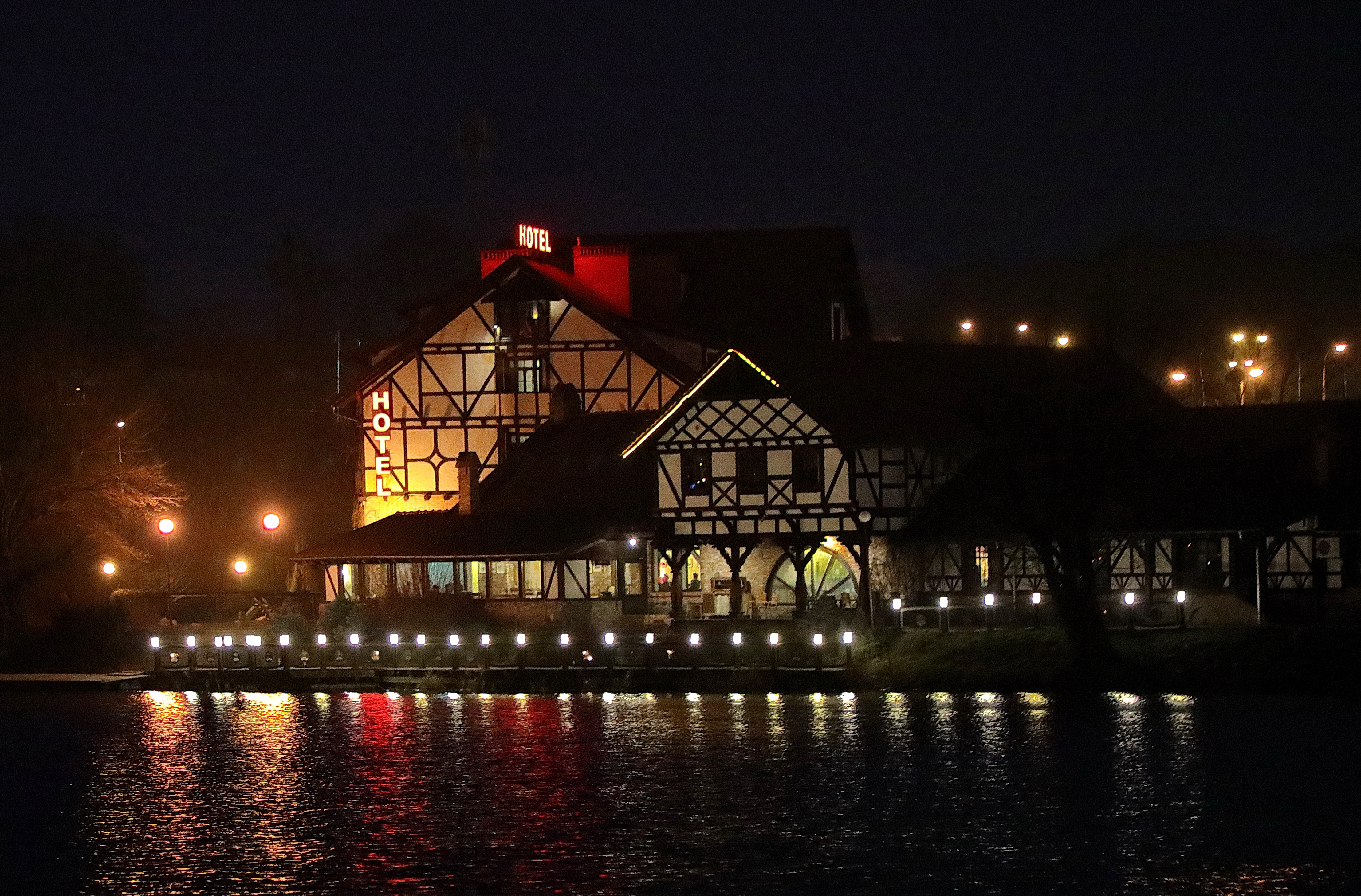
Hotel Stary Tartak nocą

## Obiekty
- Plaża Miejska
- Hotele „Stary Tartak” i „Kormoran”
- Stadion Miejski
- Liceum Ogólnokształcące im. Stefana Żeromskiego
- Korty tenisowe
- przystanie wodne
- hangar WOPR Iława
- restauracje
- dworzec Iława Miasto

## Ulice osiedla Sienkiewicza
- Biskupska (część)
- Chodkiewicza
- Leśna
- Mazurska
- Plażowa
- Sienkiewicza
- Stacyjna
- skwer im. S. Żeromskiego

## Komunikacja
Przez teren osiedla przebiegają trasy 5 linii komunikacyjnych. Są to linie numer: 
- 1 - (Długa-Cmentarz)
- 4 - (Dworzec Główny-Aleja Jana Pawła II)
- 5 - (Długa-Sienkiewicza)
- 7 - (Nowa Wieś-Nowa Wieś)
- 8 - (Długa-Radomek)

Linie biegną ulicami: Sienkiewicza i Biskupską. Przy ul. Sienkiewicza znajduje się pętla dla linii numer 5.

## Galeria

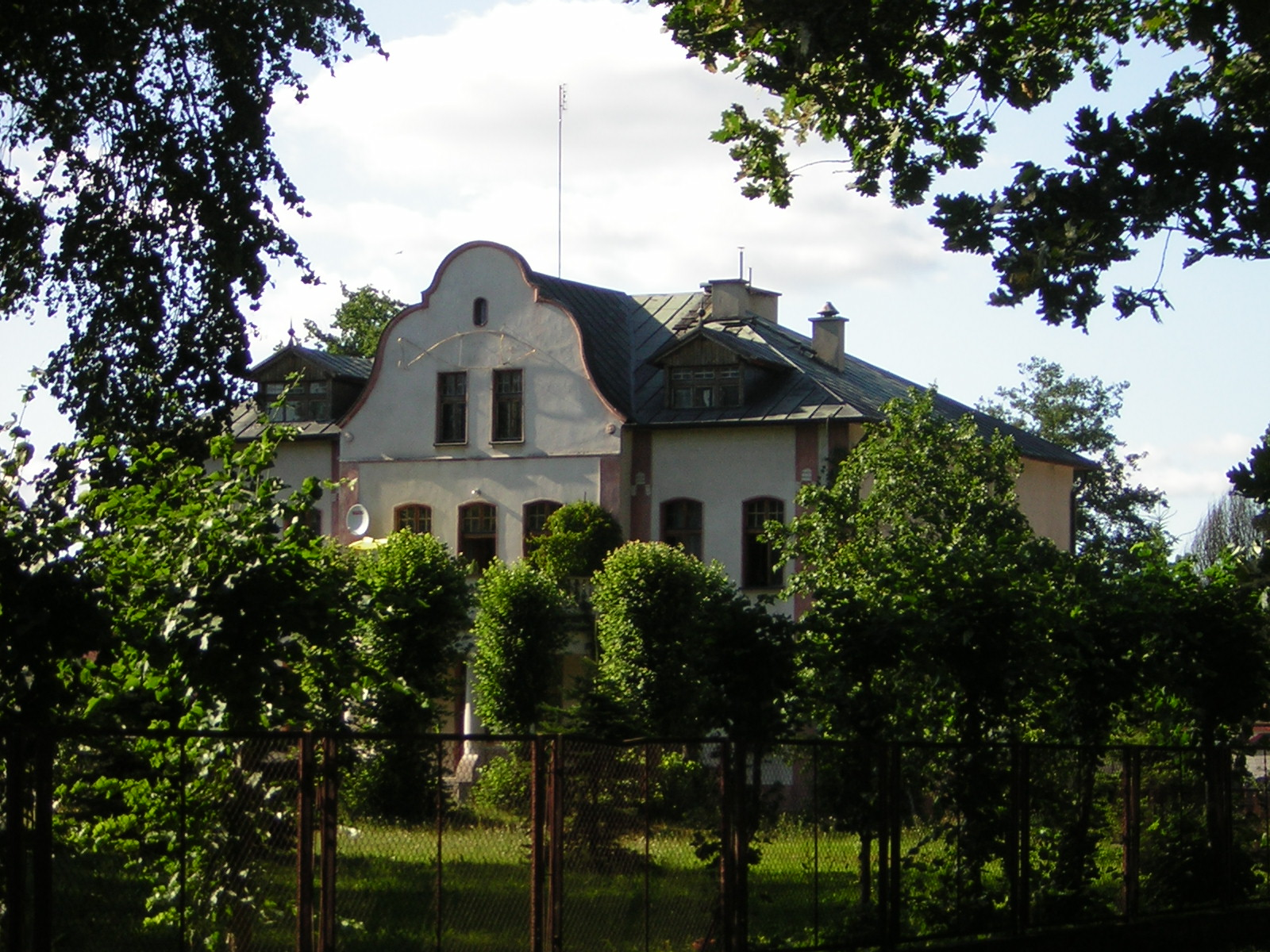
Willa Waldrausch przy ul. Sienkiewicza 28, zbudowana w 1898 r., wyremontowana w latach 1986–1987. Obecnie siedziba Państwowego Gospodarstwa Rybackiego.
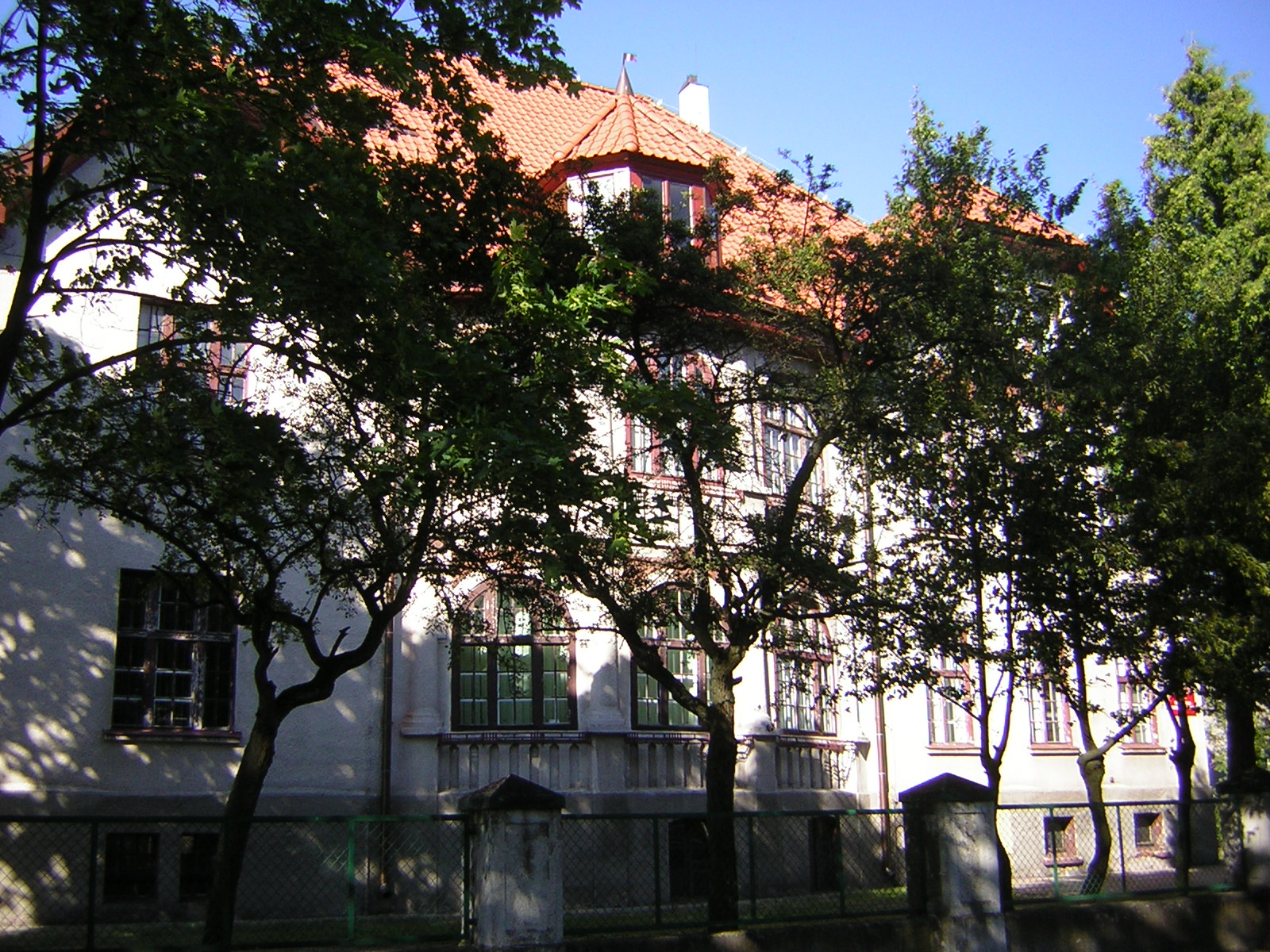
Zabytkowy budynek SANEPID-u
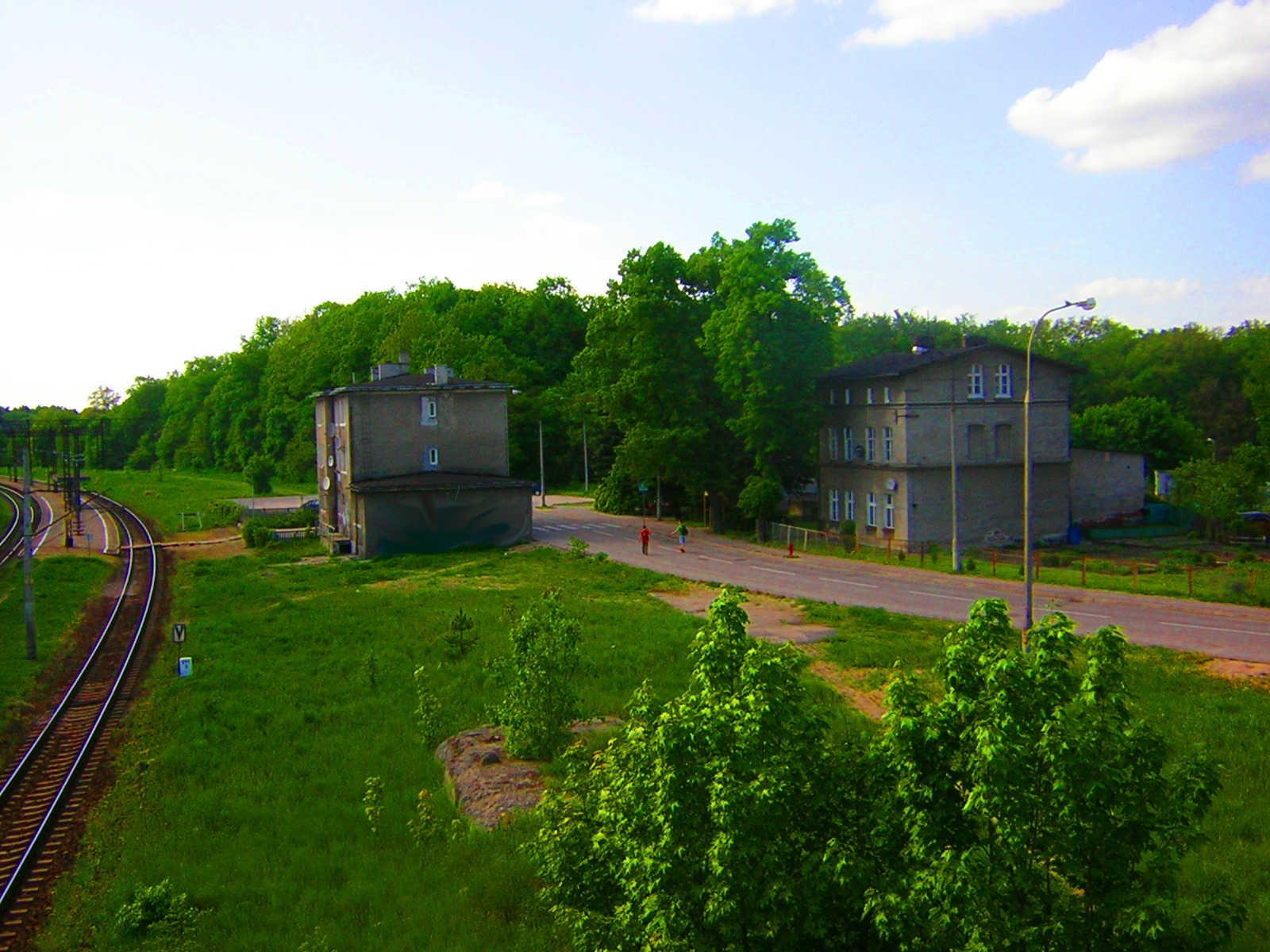
Dworzec Iława Miasto
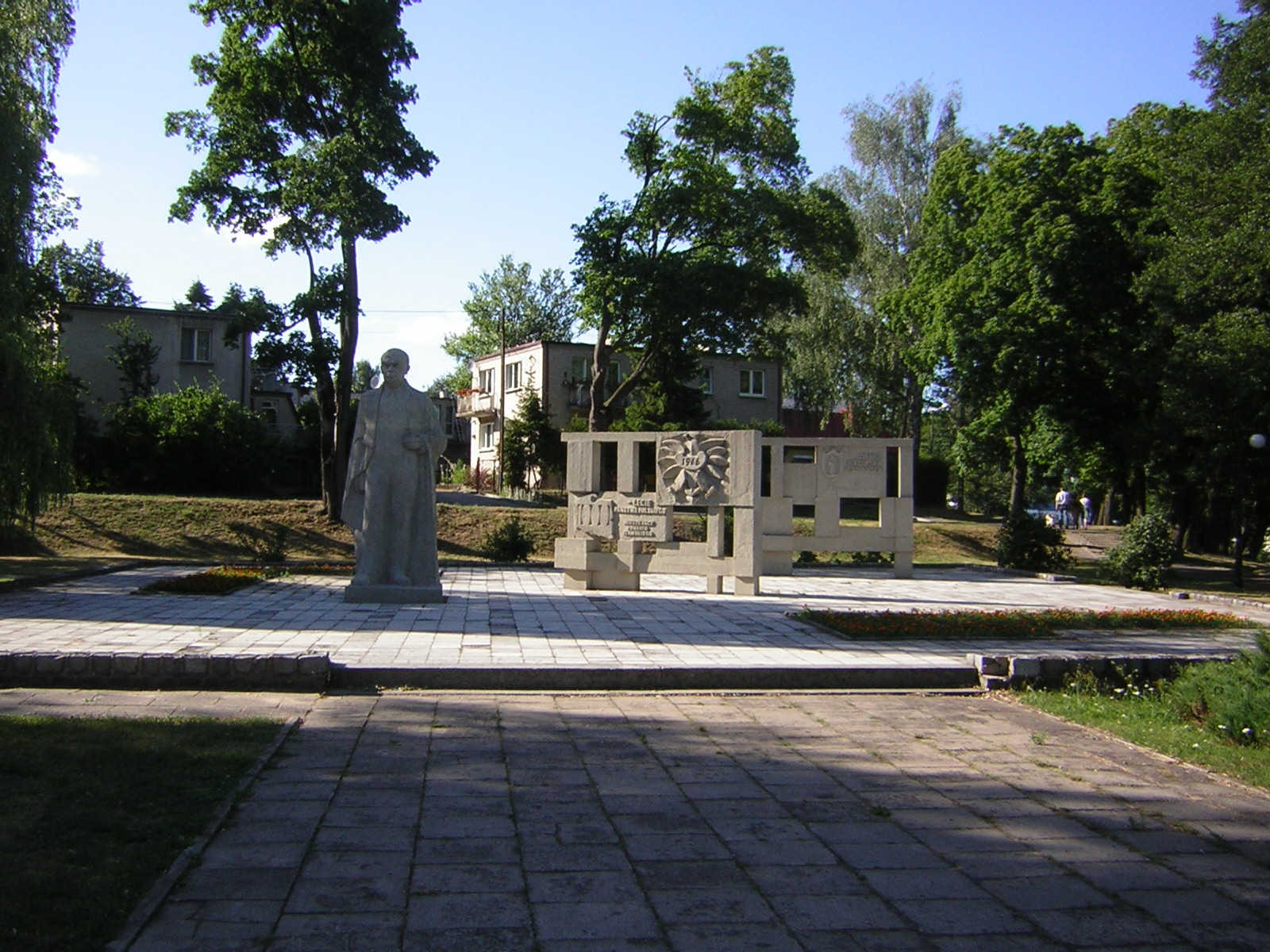
Pomnik Stefana Żeromskiego na skwerze jego imienia
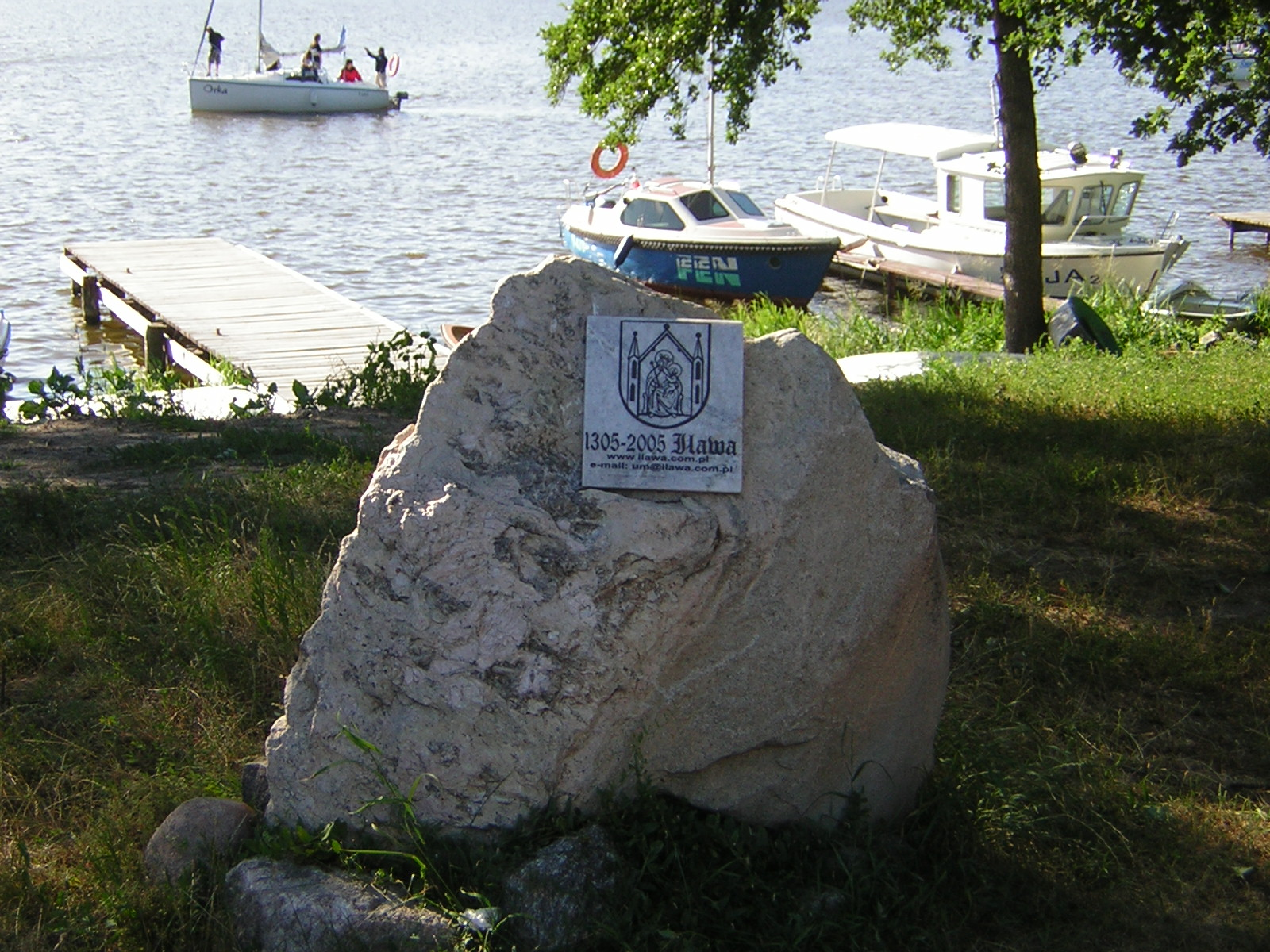
Kamień pamiątkowy z okazji 700-lecia Iławy znajdujący się przy ul. Chodkiewicza
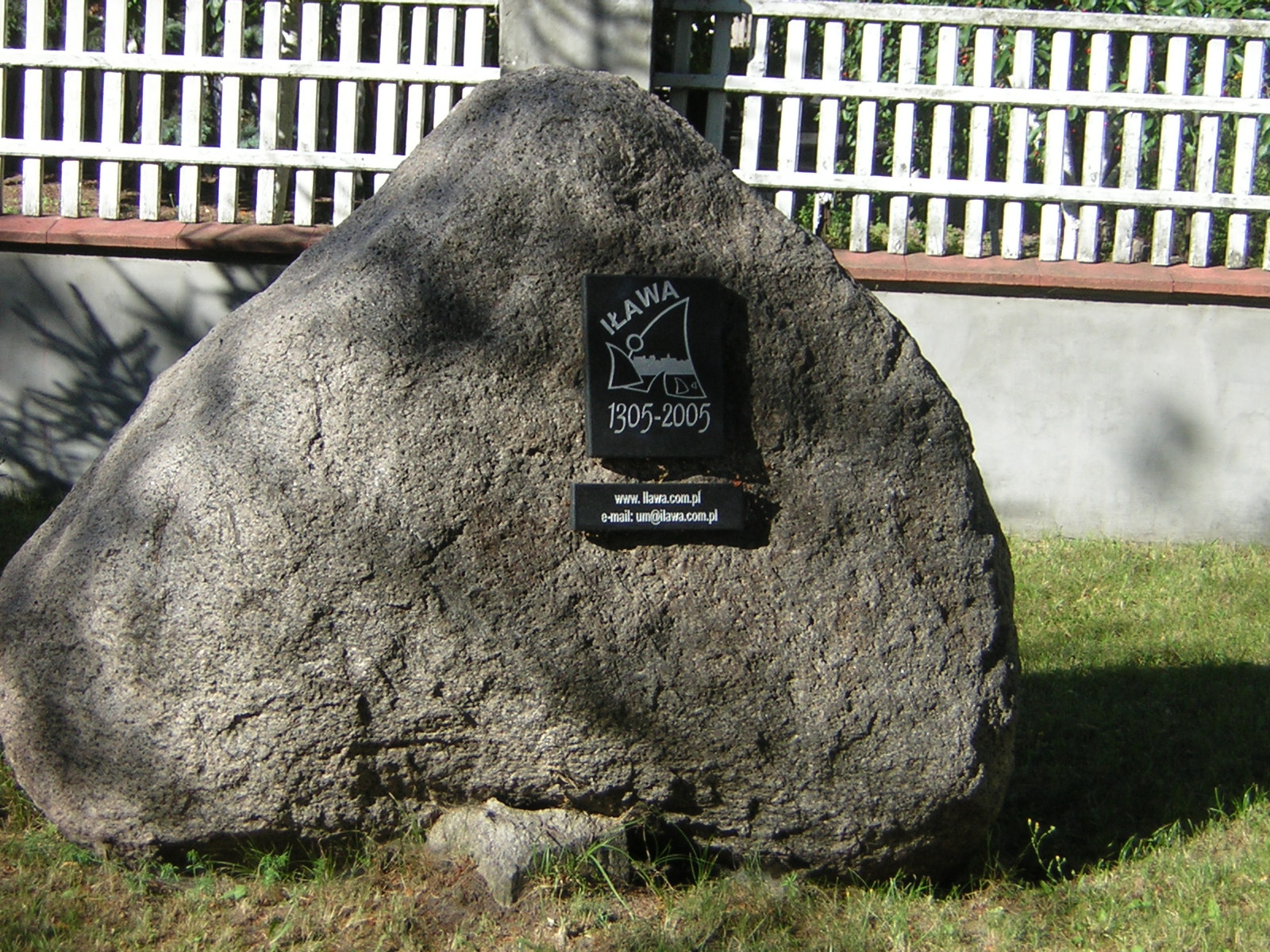
Kamień pamiątkowy z okazji 700-lecia Iławy znajdujący się przy ul. Sienkiewicza
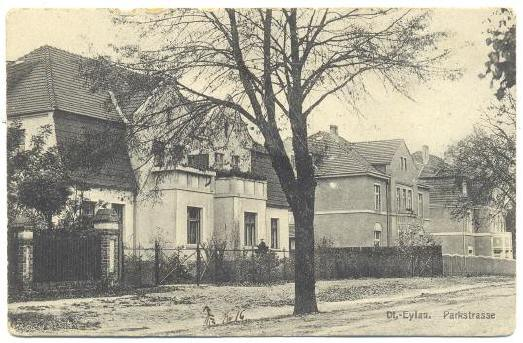
1916 r. Parkstrasse - obecna ulica Sienkiewicza